# Violència perinatal
La violència perinatal són aquelles accions negligents que afecten i perjudiquen l'embrió i a la dona embarassada. Aquest cicle va des de les 28 setmanes fins als primers dies del seu naixement. Aquesta violència es pot donar en diferents situacions per part de la mare, de les persones que l'envolten i sobretot per part de l'assistència mèdica en el moment del part del nounat.
Pot estar derivada tant per situacions que han tingut lloc abans del naixement com per les complicacions que es puguin donar durant el part.
Actualment, en molts països s'ha aconseguit controlar i minimitzar aquest tipus de violència dirigida cap a les dones mitjançant una sèrie de lleis que defensen els drets humans d'aquestes. Tot i que moltes persones saben de l'existència d'aquestes lleis, n'hi ha que no les compleixen i moltes dones segueixen sense poder tenir un benestar complet i sense poder accedir amb plena llibertat a la societat.
A més a més, aquests incompliments provoquen unes conseqüències a la societat en general (família, comunitat, país,.), un augment en els costos sanitaris a causa de l'assistència sanitària que requereixen les dones quan pateixen la violència, tot representant un obstacle per al desenvolupament de la societat.

## Estudi
L'any 2009 i 2010, l'OMS (Organització Mundial de la Salut) va portar a terme un estudi en centres de serveis d'obstetrícia del Brasil per tal de verificar quin percentatge de dones adultes i adolescents embarassades van patir violència domèstica durant el període de gestació i després de donar a llum, i qualsevol resultat advers obstètric i perinatal.
És important citar que els països que es troben en desenvolupament el percentatge de dones que pateixen violència física durant l'embaràs va passar de 3.8% a 31.7% i en països desenvolupats de 3.4% a 11%. 
A més, en aquest estudi es va incloure dades d'un altre estudi nacional i internacional sobre l'existència de la violència domèstica.
Com a conclusió, es pot dir que el 38.5% d'adolescents i el 41.7% de dones adultes han patit violència domèstica en les seves vides (especialment l'emocional). També, és important citar que el 3.3%  de les dones van sofrir violència física durant l'embaràs i el 3.9% abans de l'embaràs, però les que més van patir aquest tipus de violència van ser les adolescents durant el seu període de gestació.

## Tipus
Moltes dones poden patir una situació relacionada amb la violència perinatal. Però, es poden donar de diferents maneres i causes, per tant, hi podem trobar els diferents tipus de violència dins de la branca de la violència perinatal:
- Violència per part del professional sanitari:[4] És la que exerceix el personal de salut sobre el cos i els processos reproductius de les dones en el seu moment d'embaràs. Es caracteritza per:

1. No respectar la intimitat de la dona.
2. La subministració de molts medicaments sense justificació.
3. Negar el dret a tenir un part natural.
4. Violència verbal per part dels metges en el moment del part.
5. Escassa informació sobre la gestació de l'embrió i l'estat físic del pacient.

- Violència estructural:[4] És aquella que atempta contra les necessitats fonamentals de l'ésser humà d'una manera indirecta
- Maltractament per part de la mare o el seu entorn:[4] Ens referim quan la salut de l'infant es veu perjudicada per culpa de maltractaments físics o psíquics, al cap de pocs dies d'haver nascut.
- Negligència de la mare durant l'embaràs: Quan la mare no cuina de la seva salut mentre està en període d'embaràs. Quan pren substàncies perilloses, fuma, té algun problema d'alimentació i tot i això, posa en perill la salut del nen, ja que està a la panxa de la mare i a l'hora del naixement pot causar problemes pel nadó.[4]

## Possibles efectes
La dona i el seu nadó es veuran perjudicats per la pràctica d'aquesta violència perinatal durant el seu embaràs que afectarà el seu futur.
Per tant, la mare pot patir un trastorn per estrès posttraumàtic perinatal a causa de forts impactes que han provocat problemes greus en la conducta. Això pot derivar a depressions després del part que afectarà físicament i psicològicament a la dona durant el seu futur i li resultarà complicat seguir amb la seva vida. El vincle de mare i fill es pot veure afectat, ja que un cop que la dona hagi patit aquest trauma durant l'embaràs farà que ella relacioni aquell fet amb el nadó i a conseqüència d'això el pot arribat a rebutjar perquè li aporta records negatius. Una de les altres conseqüències que provoca aquesta violència durant el part és la falta de lactància materna, ja que el cos de la dona reacciona negativament davant d'aquest trauma perinatal i es produirà la falta de llet per part de la mare cap al seu nadó i això afecta de manera directa al nen.
El nadó també pateix conseqüències abans i després del part de manera directa. La fase de l'embaràs és molt important pel desenvolupament del nadó però si la mare no adopta un bon nivell de vida i no es cuida, això repercutirà en l'embrió i provocarà un part prematur que posarà en perill la vida del nen. També pot provocar-li malalties greus que afectarà el seu futur de manera permanent, fent que repercuteixi en la seva vida social fins al punt de no tenir una vida normal. Tot això, li provocarà problemes psicològics a llarg termini i impedirà que el nen tingui un desenvolupament adequat.

## Normativa del Dret de la dona
La normativa que defensa el respecte a la dona embarassada durant el període de gestació en l'àmbit sanitari es troba en el títol I ‘Mesura de sensibilització, prevenció i detecció’ del capítol III.
En l'àmbit sanitari en l'article 15 i 16 de la llei orgànica 1/2004, de 28 de desembre, de Mesures de Protecció Integral contra la Violència de Gènere.

## Associacions col·laboradores

### Donar Llum
A Catalunya, existeix una associació sense ànim de lucre creada l'any 2006 per un grup de voluntaris (formada especialment per dones) anomenada ‘’Dona Llum’’ que defensa que tota dona té dret a tenir un part respectat, segur, i els nadons han de tenir un naixement feliç. Aquesta associació se centra a realitzar diverses activitats com trobades, xerrades i recullen testimonis de gent que ha patit violència durant el part, per tal de donar suport a les dones que han viscut aquest tipus de part i per a les que han de donar a llum.

### El Parto Es Nuestro
A diversos llocs d'Espanya, també trobem una associació sense ànim de lucre i feminista anomenada ‘El parto es nuestro’ formada per usuaris (tant homes com dones) i professionals que lluiten per tal d'aconseguir millorar les condicions d'atenció a mares i fills durant l'embaràs, el part i el postpart. A més, de difondre les recomanacions de l'organització Mundial de la Salut en l'atenció al part i promoure la lactància materna.